# 藤井創太
藤井 創太（ふじい そうた、1999年4月6日-)は、競技ダンスで日本の現アマチュアラテンチャンピオン。衣装スポンサーはgentil。2021年から中村安里とカップルを組んでいる。TBSの金スマで『100年に一人の天才』と紹介された。将棋の藤井聡太と読みが同じ。

## 経歴・人物
小学1年
・社交ダンスを始める。
中学生時代（13歳）
・ブラックプール ジュニア・ラテンにて優勝。
2016年
・三笠宮杯全日本ダンススポーツ選手権のラテン部門で優勝。スタンダード部門で2位。
2017年
・日本インターナショナルダンス選手権大会では、アマチュア部門スタンダード1位、ラテン2位
・7月、TVアニメ「ボールルームへようこそ」で、イメージ選手として、その時組んでいた吉川あみとともに、公益社団法人日本ダンススポーツ連盟とのコラボCMやアニメ直前特番に出演した。なお、このアニメの主人公の声優は土屋太鳳の弟の土屋神葉である。
・三笠宮杯全日本ダンススポーツ選手権のラテン部門で優勝。スタンダード部門で2位。
2018年
・ 日本インターナショナルダンス選手権大会はアマチュア部門ラテン2位。渡辺 安登＆中村 安里ペアは4位。
・三笠宮杯全日本ダンススポーツ選手権のラテン部門で優勝し、3連覇。
2019年
・Dariia Marinesku（ダリア・マリネスク）とカップル結成。
・7月、ドイツ・ヴッパタール大会で優勝。
・8月、German Open Rising Star Latinにて3位。
・11月、三笠宮杯全日本ダンススポーツ選手権のラテン部門で優勝。
2020年
・International Open Napoli Italy ラテン部門にて4位。
・3月、ダリア・マリネスクとカップル解消。
2021年
・6月、中村安里とカップル結成。
・第41回三笠宮杯全日本ダンススポーツ選手権のラテン部門で優勝。
2022年
・1月28日、金スマに出演。
・1月29日、土屋太鳳のファンクラブ会員限定イベント『PRECIOUS∞ONES 2022』で、土屋太鳳とルンバを披露。
・2月、アジアオープンダンス選手権大会（JDC）のアマチュアラテン部門で優勝。
・3月、スーパージャパンカップダンス（JBDF）にアマチュア規定違反で出場できず。
・3月、ユニバーサルグランプリジャパンオープンダンス選手権大会（JCF）のアマチュアラテン部門で優勝